# اریک هابزبام
اریک جان ارنست هابزبام ‎/ˈhɒbz.bɔːm/‎ (به انگلیسی: Eric John Ernest Hobsbawm) (متولّد ۹ ژوئن ۱۹۱۷–۱ اکتبر ۲۰۱۲) مورخ و نویسنده مارکسیست بود.

## زندگی
وی در یک خانواده یهودی و در شهر اسکندریه مصر به دنیا آمد. در کودکی، خانواده اش از اسکندریه به وین و سپس برلین مهاجرت کردند. هابسبام بعدها در بریتانیا (لندن) سکنی گزید. همان‌جا زیست و همان‌جا درگذشت.
اریک هابسبام از برجسته‌ترین مورخان عصر ما و از پیشکسوتان تاریخ اجتماعی بشمار می‌رود. او همردیف تاریخ نگارانی همچون ارنست بلوخ، فرناند برودل، لوسین فور، کریستوفر هیل، ژاک لو گوف و بندیکت اندرسون قرار داشت.

### راه و روش اریک هابسبام
اریک هابسبام بر سنّت روشنگری تکیه داشت، عدالت‌خواه بود و در توصیف نبردهای طبقاتی، به محرومان نگاه جانبدارانه داشت.
زندگی و آثار وی متأثر از دلبستگی و تعهد به سوسیالیسم بود. زندگیش را به اعتلای جنبش نظری و عملی تهیدستان علیه سرمایه جهانی و سیاست‌ها و تئوری‌های توجیه گر آن اختصاص داد.
اریک هابسبام تاریخ را از منظر زندگی درباریان و فاتحان ستمگر جنگ، نمی‌نوشت و آخرین کتابش با عنوان «چگونه جهان را تغییر دهیم؟» در سال ۲۰۱۱ نشان می‌دهد که تا پایان عمرش پرسشگر و ستم ستیز باقی‌ماند.
مقولاتی چون ابداع و «اختراع سنت» و ارزش کار و تاریخ کارگری در آثار هابسبام برجسته است.

### تدوین تاریخ
هابسبام در دانشگاه‌های لندن (کالج برکبک) و کیمبریج (کالج کینگز) درس می‌داد و از مطرح‌ترین نویسندگان ترقیخواه حوزه مطالعات عمومی در سده اخیر جهان به‌شمار می‌رفت.
یکی از کارهای بزرگ وی تدوین تاریخ اروپا در قرون ۱۸٬۱۹ و ۲۰ و نوشتن تاریخ جهان از انقلاب فرانسه تا فروپاشی شوروی است که به فارسی نیز ترجمه شده‌است:
- عصر انقلاب، ۱۷۸۹–۱۸۴۸
- عصر سرمایه، ۱۸۴۸–۱۸۷۵
- عصر امپراطوری، ۱۸۷۵_۱۹۱۴
- عصر نهایت‌ها ۱۹۱۴_۱۹۹۱

یکی از آثار برجسته او کتاب «اختراع سنّت» (سنّت‌های ساختگی) است که از مهم‌ترین کتاب‌های تحلیل مفهوم ملّت و ملّت گرایی به‌شمار می‌رود.
اریک هابسبام در گفتگو با «مارچلو ماستو» در مورد دستنوشته‌های مارکس (گروندریسه) می‌گوید: مارکس در این دست نوشته‌ها که تا قبل از دههٔ ۱۹۵۰ چاپ نشده باقی ماندند، مسائل مهّمی را مطرح می‌کند که در کتاب سرمایه مورد بررسی قرار نمی‌گیرند.
هابسبام، که زمانی فیلمبردار هم بود سال‌ها با نام مستعار «فرانسیس نیوتون»، مقالات و نقدهایی در مورد موسیقی جاز می‌نوشت. او موسیقی معاصر را می‌شناخت و با زبانهای انگلیسی، عبری، عربی، آلمانی، هلندی، فرانسوی، ایتالیایی، اسپانیایی، پرتقالی و زبان مردم کاتالان آشنا بود.